# Cults of the Shadow
Cults of the Shadow är en dubbel-CD av det grekiska black metal-bandet Necromantia som gavs ut av Black Lotus Records 2002. Albumet är en återugivning av bandets två första fullängdsalbum Crossing the Fiery Path och Scarlet Evil Witching Black. 

## CD 1 - Crossing the Fiery Path

### Låtlista
1. Intro –
2. Vampire Lord Speaks – 1:45
3. The Warlock – 13:35
4. Last Song For Valderie – 5:12
5. Unchaining The Wolf (Al War) – 5:01
6. Intro to Les Litanies de Satan 00:36
7. Les Litanies De Satan – 9:26
8. Lord Of The Abyss – 7:28
9. Tribes Of The Moon – 4:14

Total speltid 47:17 

### Banduppsättning
- The Magus (George Zaharopoulos), sång, bas
- Baron Blood (Makis), 8-strängad bas

### Gästmusiker
- Slow Death - bakgrundssång
- Inferno - synthesizer, piano
- Nick Adams - trummor
- Yiannis Papayiannis - tabla, percussion
- Dave P. - gitarr
- Cabeza - bakgrundssång på Les Litanies De Satan
- Gothmog - bakgrundssång på Les Litanies De Satan

## CD 2 - Scarlet Evil Witching Black

### Låtlista
1. Devilskin – 5:50
2. Black Mirror – 6:30
3. Pretender to the Throne (Opus I: The Userper's Spawn) – 5:28
4. The Arcane Light of Hecate – 4:20
5. Scarlet Witching Dreams – 5:28
6. The Serpent and the Pentagram – 5:21
7. Pretender to the Throne (Opus II: Battle at the Netherworld) – 7:51
8. Spiritdance – 6:26

Total speltid 47:14

### Banduppsättning
- The Magus (George Zaharopoulos), sång, bas
- Baron Blood (Makis), 8-strängad bas

### Gästmusiker
- Inferno – synthesizer, piano
- Divad – sologitarr, akustisk gitarr
- Yiannis Papayiannis – saxofon, percussion
- George Panou – trummor